# Elecciones parlamentarias de Irak de 2018
Las elecciones parlamentarias se celebraron en Irak el 12 de mayo de 2018. Los 329 miembros del Consejo de Representantes elegirán al presidente y al primer ministro iraquí.
Fueron las primeras elecciones celebradas tras la derrota del grupo yihadista Estado Islámico y las primeras en las que se utilizó el voto electrónico.
Según los resultados oficiales anunciados el 19 de mayo de 2018 por la Comisión Suprema Electoral Iraquí la coalición Sairún de la que también forma parte el Partido Comunista Iraquí (Marchamos, en árabe) apoyada por el clérigo chií Muqtada al Sadr -que no compitió para ser elegido-, resultó ganadora con 54 escaños.
La coalición Al Fath (La Conquista), liderada por Hadi al Ameri, líder de una milicia chií apoyada por Irán y rival de Al Sadr, quedó en segundo lugar, con 47 escaños.
En tercer lugar se situó la alianza Al Nasr (La Victoria), encabezada por el primer ministro Haidar al Abadi, con 37 escaños.
La lista encabezada por el ex primer ministro Nuri al Maliki, Daulat al Qanun (Estado de Derecho) obtuvo 25 escaños y la Alianza Nacional de Ayad Alaui logró 21.
La corriente Al Hikma (La sabiduría), logró 19 escaños, y la coalición La Decisión Iraquí, con 14 escaños.

## Antecedentes
Las elecciones se llevarán a cabo seis meses después de un referéndum sobre la independencia en el Kurdistán iraquí, en el que el 93 % votó a favor de la independencia. En represalia, el gobierno iraquí dirigido por Haider al-Abadi cerró el Aeropuerto Internacional de Erbil, tomó el control de todos los cruces fronterizos entre Kurdistán y los países vecinos y, con la ayuda de las milicias de Hashd al-Shaabi, tomó control militar de los territorios en disputa, incluido el ciudad rica en petróleo de Kirkuk. No obstante, los políticos iraquíes pidieron el diálogo con el gobierno del Kurdistán iraquí y que anularan formalmente los resultados.
Las elecciones fueron originalmente programadas para septiembre de 2017, pero se retrasaron por seis meses debido a la guerra civil con ISIS, que terminó en diciembre de 2017 con la recuperación de sus territorios restantes. La mayor coalición de mayoría sunita árabe, el Muttahidoon (Unificadores por la Reforma), pidió un retraso adicional de seis meses para permitir que los votantes desplazados regresen a sus hogares. Un parlamentario árabe sunita describió la celebración de las elecciones en este momento como un "golpe militar contra el proceso político". Sin embargo, el Tribunal Supremo dictaminó que retrasar las elecciones sería inconstitucional.

## Sistema electoral
Los miembros del Consejo de Representantes son elegidos a través de la Representación proporcional por listas con listas abiertas de partidos, utilizando las 18 Gobernaciones de Irak como distritos electorales. El sistema de conteo utiliza el Método Sainte-Laguë modificado con un divisor de 1.7 que se considera una desventaja para los partidos más pequeños. Ocho escaños permanecen reservados para grupos minoritarios a nivel nacional: cinco para cristianos y uno para mandeos, yazidis y shabaks. Sin embargo, el Consejo de Representantes votó el 11 de febrero de 2018, para agregar un escaño adicional para las minorías, en la Gobernación de Wasit para los kurdos de Feyli, haciendo que el número total de parlamentarios sea igual a 329.
En enero, la Corte Suprema dictaminó que debería aumentarse la representación de Yazidis, aunque no está claro si este cambio se implementará a tiempo para estas elecciones.
Los escaños se asignan a las gobernaciones de la siguiente manera:
| Gobernación              | Escaños |
| ------------------------ | ------- |
| Gobernación de Ambar     | 15      |
| Gobernación de Babilonia | 17      |
| Gobernación de Bagdad    | 69      |
| Gobernación de Basora    | 25      |
| Gobernación de Duhok     | 11      |
| Gobernación de Di Car    | 19      |
| Gobernación de Diala     | 14      |
| Gobernación de Erbil     | 15      |
| Gobernación de Kerbala   | 11      |
| Gobernación de Kirkuk    | 12      |
| Gobernación de Mesena    | 10      |
| Gobernación de Mutana    | 7       |
| Gobernación de Nayaf     | 12      |
| Gobernación de Nínive    | 31      |
| Gobernación de Cadisia   | 11      |
| Gobernación de Saladino  | 12      |
| Gobernación de Solimania | 18      |
| Gobernación de Wasit     | 11      |
| Minorías                 | 9       |
| Total                    | 329     |

## Campaña
Un total de 6904 candidatos participarán en las elecciones, en representación de partidos,
| Gobernación              | Número de candidatos |
| ------------------------ | -------------------- |
| Gobernación de Ambar     | 383                  |
| Gobernación de Babilonia | 338                  |
| Gobernación de Bagdad    | 1985                 |
| Gobernación de Basora    | 522                  |
| Gobernación de Duhok     | 115                  |
| Gobernación de Di Car    | 279                  |
| Gobernación de Diala     | 259                  |
| Gobernación de Erbil     | 173                  |
| Gobernación de Kerbala   | 197                  |
| Gobernación de Kirkuk    | 291                  |
| Gobernación de Mesena    | 105                  |
| Gobernación de Mutana    | 102                  |
| Gobernación de Nayaf     | 244                  |
| Gobernación de Nínive    | 907                  |
| Gobernación de Cadisia   | 191                  |
| Gobernación de Saladino  | 332                  |
| Gobernación de Solimania | 211                  |
| Gobernación de Wasit     | 180                  |
| Minorías                 | 90                   |
| Total                    | 6904                 |

### Alianzas
Un total de 204 partidos se han registrado para participar en las elecciones, desde el 26 de diciembre. La fecha límite para el registro de coaliciones fue el 11 de enero. Un total de 27 coaliciones se registraron antes de la fecha límite, agrupando a 143 partidos políticos, con partidos registrados que no forman parte de una coalición y que también disputan el concurso por separado.
La gobernante Coalición del Estado de Derecho, que ganó las últimas elecciones con 92 escaños, participará en las elecciones con dos coaliciones separadas. El primer ministro Haider al-Abadi competirá en las elecciones como jefe de una coalición llamada "Victoria" (una referencia a la victoria sobre Daesh), mientras que su predecesor, el vicepresidente Nuri al Maliki encabezará la lista de Estado de Derecho. Los miembros del Partido Dawa, del que ambos provienen, son libres de apoyar cualquiera de las listas.
Los principales miembros de Hashd al-Shaabi (Fuerzas de Movilización Popular), principalmente milicias chiitas que lucharon junto con el Ejército iraquí para derrotar a Daesh desde 2014 hasta 2017, han formado una alianza para participar en las elecciones. La Alianza Fatah incluye la Organización Badr, Asa'ib Ahl al-Haq, Kataeb Hezbolá, Kata'ib al-Imam Ali, todos los componentes clave de la Hashd; la Organización Badr, encabezada por Hadi Al-Amiri, que actualmente cuenta con 22 escaños, anteriormente formaba parte de la Coalición del Estado en Derecho y anunció su retirada en diciembre de 2017. La Alianza Fatah acordó que participarían conjuntamente con la lista de al-Abadi Nasr al-Iraq (Victoria de Irak), pero el acuerdo se vino abajo después de solo 24 horas, según los informes por las condiciones de Abadi.
Ammar al-Hakim, líder de la Alianza Ciudadana, el tercer bloque más grande del parlamento, anunció en julio de 2017 que dejaba el veterano partido islamista chiita, el Consejo Supremo Islámico de Irak —que había dirigido desde la muerte de su padre, Abdul Aziz al-Hakim— y formaría un nuevo "movimiento nacional no islámico" llamado Movimiento Nacional de Sabiduría (al-Hikma). Todos menos 5 de los 29 diputados existentes de Alianza Ciudadana se unieron a Al-Hikma. Los miembros restantes de la Alianza Ciudadana se unieron a la Alianza Fatah.
Muqtada al-Sadr anunció una lista conjunta con el Partido Comunista Iraquí, llamada Alianza de Revolucionarios para la Reforma. Esto se basa en la colaboración previa con los comunistas desde 2016, cuando llevaron a cabo protestas conjuntas en Bagdad contra la corrupción y el sectarismo en el gobierno.

### Región Kurda
Dentro de los partidos kurdos, hubo cambios significativos desde la elección anterior con la muerte de Jalal Talabani, el líder de la Unión Patriótica de Kurdistán, el segundo partido más grande, y el líder opositor Nawshirwan Mustafa. En septiembre de 2017, Barham Salih, ex primer ministro del Kurdistán iraquí y líder adjunto de la UPK, anunció que abandonaría el partido y formaría un nuevo partido de oposición: la Coalición para la Democracia y la Justicia. Se vio que el partido tenía el potencial de cambiar el panorama político kurdo. Dijo que esperaba reunir a todos los otros partidos de la oposición, incluidos Gorran y Komal, para desafiar a la alianza gobernante KDP-PUK. Los tres partidos formaron una coalición llamada Nishtiman (Patria) para participar en las elecciones. La alianza gobernante KDP-PUK acordó postularse nuevamente como una lista única y todos los partidos kurdos en Kirkuk discutieron la posibilidad de postularse para una sola lista. Sin embargo, el KDP anunció que boicotearían las elecciones en Kirkuk y otras áreas que describieron como "bajo ocupación militar".

### Región Sunni
Dentro de los partidos árabes sunníes, la principal Coalición Reformista de Unificadores (Muttahidoon), liderada por Osama al-Nujaifi, que obtuvo 23 escaños en 2014, vuelve a presentarse, aunque el Partido Islámico Iraquí, encabezado por el presidente del Parlamento Salim Jabouri, ha dejado esta coalición para unirse a Al-Wataniya del ex primer ministro Ayad Allawi y Al-Arabiya de Salah al-Mutlak. La lista combinada se llamará Al-Wataniya. Otros partidos también han abandonado la coalición Muttahidoon, incluido el partido al-Hal, y han formado varias alianzas en nombre de las provincias en las que se postularán, como Salahuddin Nuestra Identidad en la Gobernación de Saladino y Anbar Nuestra identidad en la Gobernación de Ambar y Alianza de Bagdad en Bagdad.

### Partidos civiles
Dentro de los partidos no sectarios que aspiran a establecer un estado civil, la principal alianza formada es la Alianza Civilizada, dirigida por Faiq Al Sheikh Ali, que actualmente cuenta con 4 escaños. La alianza consiste en cuatro partidos nacionales liberales, no sectarios, el Partido Popular para la Reforma, el Partido Nacional Al-Etifak, el Movimiento Civil Nacional y el Movimiento Nacional Iraquí, e incluye varias figuras independientes.

## Partidos asirios
De los 329 escaños en el parlamento iraquí, 5 están reservados para la minoría asiria. Los cinco escaños reservados están separados por cada gobernación de: Bagdad, Duhok, Erbil, Kirkuk y Nínive. En el momento de la votación, solo alrededor de 200.000 asirios permanecieron en el país.